# Will Smith
Willard Carroll Smith II (* 25. září 1968) je americký herec, filmový producent a rapper. Jako rapper používal umělecké jméno The Fresh Prince v duu DJ Jazzy Jeff & The Fresh Prince, na sólové dráze používal jméno Will Smith. Celkem prodal okolo 20 milionů kusů alb a nahrál dva "number-one" hity. Je několikanásobným držitelem ceny Grammy. V současnosti je jedním z nejvýdělečnějších hollywoodských herců.

## Životopis
Narodil se jako druhé dítě ze čtyř manželům Caroline a Willardovi Smithovým, majitelovi chladírenské společnosti. Vyrůstal v západní Filadelfii, kde dostal přezdívku „Princ“, protože využíval svůj přirozený šarm, aby se dostal z problémů. Jako nadaný začínající umělec se na jedné party setkal s Jeffem Townesem a zanedlouho začali spolupracovat jako „Princ“. Jako populární duo si vydělali i hodně peněz, za které si Smith koupil dům, auta a klenoty. Smith chtěl ale začít něco nového a to se mu podařilo, když potkal Bennyho Medinu, který přišel s myšlenkou nového seriálu založeném na Smithově životě. Smithovi se tato myšlenka líbila a v roce 1990 se z ní stal seriál. Zápletka byla jednoduchá – Will hrál sám sebe – chlapec se přestěhoval do Beverly Hills. Seriál trval 6 sezón, během nich hrál i ve filmech – kritika si ho všimla především ve filmu (Six Degrees of Separation). Úspěch přišel v roce 1995 s filmem (Bad Boys). Tím začaly jeho hvězdné roky. Po tomhle komerčním úspěchu přišla role ve filmu "Den nezávislosti" (1996). Ten se stal jedním ze nejúspěšnějších filmů v historii a Will se ocitl v hollywoodské smetánce. Následovaly další úspěšné filmy jako - "Men in Black", "Enemy of the State", "Bad Boys II", "I, Robot" nebo "I Am Legend".
Je ženatý, od roku 1997 je jeho manželkou Jada Pinkett Smith. Je herečkou a producentkou. Mají spolu dvě děti, syn se jmenuje Jaden Christopher Syre Smith (* 1998) a dcera Willow Camille Reign Smith (* 2001). Will má z předchozího manželství jednoho syna, Willarda "Treye" Carolla Smitha III (* 1992).

## Diskografie

### Alba s DJ Jazzy Jeff
- 1987: Rock the House
- 1988: He's the DJ, I'm the Rapper
- 1989: And in This Corner...
- 1991: Homebase
- 1993: Code Red

### Sólo alba
- 1997: Big Willie Style
- 1999: Willennium
- 2002: Born to Reign
- 2005: Lost and Found

## Filmografie

### Televize
| Rok        | Název                                           | Role       | Poznámky                         |
| ---------- | ----------------------------------------------- | ---------- | -------------------------------- |
| 1990       | ABC Afterschool Special                         | Hawker     | díl: „The Perfect Date“          |
| 1990       | The Earth Day Special                           | Sám sebe   |                                  |
| 1990–96    | Fresh Prince                                    | Will Smith | také vedoucí producent (24 dílů) |
| 1990       | Chipmunks: Rockin' Through the Decades          | Moderátor  | dokumentární seriál              |
| 1992       | Kvítko                                          | Sám sebe   | cameo                            |
| 1992       | NBA All-Star Stay in School Jam                 | Sám sebe   |                                  |
| 1997       | Happily Ever After: Fairy Tales for Every Child | Pinocchio  | díl: „Pinocchio“                 |
| 2003–07    | All of Us                                       | Jonny      | také vedoucí producent           |
| 2005       | BET Awards 2005                                 | Moderátor  |                                  |
| 2009       | Un-broke: What You Need To Know About Money     | Sám sebe   |                                  |
| 2012       | Kids' Choice Awards 2015                        | Moderátor  |                                  |
| 2013       | The Queen Latifah Show                          | —          | vedoucí producent                |
| 2015       | Top Gear                                        | Sám sebe   |                                  |
| 2018–dosud | Cobra Kai                                       | —          | vedoucí producent                |

### Film
| Rok  | Název                           | Role                                | Poznámky |
| ---- | ------------------------------- | ----------------------------------- | --- |
| 1992 | Kam tě den zavede               | Manny                               | |
| 1993 | Made in America                 | T.K Walters                         | |
| 1993 | Šest stupňů odloučení           | Paul                                | |
| 1995 | Mizerové                        | Mike Lowrey                         | |
| 1996 | Den nezávislosti                | kapitán Steven Hiller               | |
| 1997 | Muži v černém                   | James Darrell Edwards III / Agent J | |
| 1998 | Nepřítel státu                  | Robert Clayton Dean                 | |
| 1999 | Wild Wild West                  | kapitán James West                  | |
| 2000 | Legenda o slavném návratu       | Bagger Vance                        | |
| 2001 | Ali                             | Muhammad Ali                        | |
| 2002 | Showtime                        | —                                   | vedoucí producent                                                                                             |
| 2002 | Muži v černém 2                 | James Darrell Edwards III / Agent J | |
| 2003 | Mizerové II                     | Mike Lowrey                         | |
| 2003 | Jeď nebo zemři                  | —                                   | vedoucí producent                                                                                             |
| 2004 | Táta na plný úvazek             | Sám sebe                            | cameo |
| 2004 | Já, robot                       | detektiv Del Spooner                | také vedoucí producent                                                                                        |
| 2004 | The Seat Filler                 | —                                   | vedoucí producent                                                                                             |
| 2004 | Uchovat si tvář                 | —                                   | producent |
| 2004 | Příběh žraloka                  | Oscar (hlas)                        | |
| 2005 | Hitch: Lék pro moderního muže   | Alex Hitchens                       | také producent                                                                                                |
| 2006 | atl                             | —                                   | producent |
| 2006 | Štěstí na dosah                 | Chris Gardner                       | také producent                                                                                                |
| 2007 | Já, legenda                     | Robert Neville                      | |
| 2008 | Hancock                         | John Hancock                        | také producent                                                                                                |
| 2008 | Hloubka duše                    | —                                   | vedoucí producent                                                                                             |
| 2008 | Tajný život včel                | —                                   | producent |
| 2008 | Dům na špatné adrese            | —                                   | producent |
| 2008 | Sedm životů                     | Tim Thomas                          | také producent                                                                                                |
| 2010 | Karate Kid                      | —                                   | producent |
| 2012 | Tohle je válka!                 | —                                   | producent |
| 2012 | Muži v černém 3                 | James Darrell Edwards III / Agent J | |
| 2013 | Po zániku Země                  | Cypher Raige                        | také scenárista (příběh) a producent                                                                          |
| 2013 | Zprávař 2 – Legenda pokračuje   | reportér ESPN                       | cameo |
| 2014 | Zimní příběh                    | Lucifer                             | cameo |
| 2014 | Annie                           | —                                   | producent |
| 2015 | Focus                           | Nicky Spurgeon                      | |
| 2015 | Diagnóza: Šampión               | Bennet Omalu                        | |
| 2016 | Sebevražedný oddíl              | Floyd Lawton / Deadshot             | |
| 2016 | Collateral Beauty: Druhá šance  | Howard Inlet                        | |
| 2017 | Bright                          | Scott Ward                          | |
| 2019 | Aladin                          | džin v lavhi                        | také producent                                                                                                |
| 2019 | Špióni v převleku               | Lance Sterling                      | |
| 2019 | Blíženec                        | Henry Brogan                        | také producent                                                                                                |
| 2020 | Mizerové navždy                 | Mike Lowrey                         | |
| 2021 | Král Richard: Zrození šampiónek | Richard Williams                    | Zlatý glóbus v kategorii nejlepší herec v hlavní roli (drama), Oscar v kategorii nejlepší herec v hlavní roli |
| 2022 | Osvobození                      | Peter                               | |
| 2024 | Mizerové: Na život a na smrt    | Mike Lowrey                         | |